# مقتل عبير عرامين
عبير عرامين (1997-2007) هي فتاة فلسطينية قُتلت برصاص الجيش الإسرائيلي في يناير 2007. لفتت وفاتها الأنظار لأن والدها بسام عرامين وهو أحد أعضاء حركة فتح الذين تبنوا لاحقًا حلًا سلميًا للصراع الإسرائيلي الفلسطيني من خلال مقاتلون من أجل السلام.

## حياة
ولدت عبير عام 1997 وتدرس في مدرسة في عناتا شمال القدس.

## اطلاق الرصاص
في 16 يناير 1997، خرجت عرامين من المدرسة مع أختها وبعض الأصدقاء. وفي طريقهم إلى المنزل، توقفت عند متجر للحلوى. وأثناء وجودهم هناك، صادف وجود مجموعة من ضباط الحدود الإسرائيليين في سيارتهم مما لفت انتباه مجموعة من الشباب، وبدأوا في إلقاء الحجارة عليهم. خلال هذه المشاجرة، أطلق أحد ضباط الحدود النار من مسدسه، فأصاب رأس عبير برصاصة مطاطية؛ علمًا بأن عبير لم تكن متورطة في رمي الحجارة.
ووفقًا لشهود عيان، سقطت عبير، وكانت تنزف بشدة من الجرح. نقلت بسرعة إلى مركز هداسا الطبي حيثُ خضعت لعملية جراحية لعدة ساعات، لكنها توفيت عبير مُتأثرة بجراحها خلال أيام.
وفي أعقاب وفاة عبير، زعمت السلطات الإسرائيلية أن عرامين توفيت بعد إصابتها بحجر. وأغلقت السلطات التحقيق في نفس العام.

## ما بعد الكارثة
في أعقاب وفاة عبير، كتب والدها بسام عرامين مقالًا في صحيفة فلسطين كرونيكل يؤكد فيه التزامه باللاعنف وينتقد رد فعل الجيش الإسرائيلي على وفاتها. رفع بسام دعوى مدنية مطالبًا بالتعويض من الحكومة الإسرائيلية. ورفضت الحكومة الإسرائيلية الأمر بإجراء تحقيق جنائي في فبراير/شباط 2008.
في عام 2010، قررت قاضية المحكمة الجزئية في القدس أوريت إيفال غاباي أن إسرائيل مسؤولة عن وفاة عبير.
في 10 يوليو/تموز 2011، قضت محكمة العدل العليا الإسرائيلية بعدم محاكمة ضابطين مشتبهين في قيامهما بقتل عبير. وفي سبتمبر من نفس العام، حصلت عائلة عبير على تعويض قدره 430 ألف دولار.